# Klosterrichterhaus (Dießen am Ammersee)

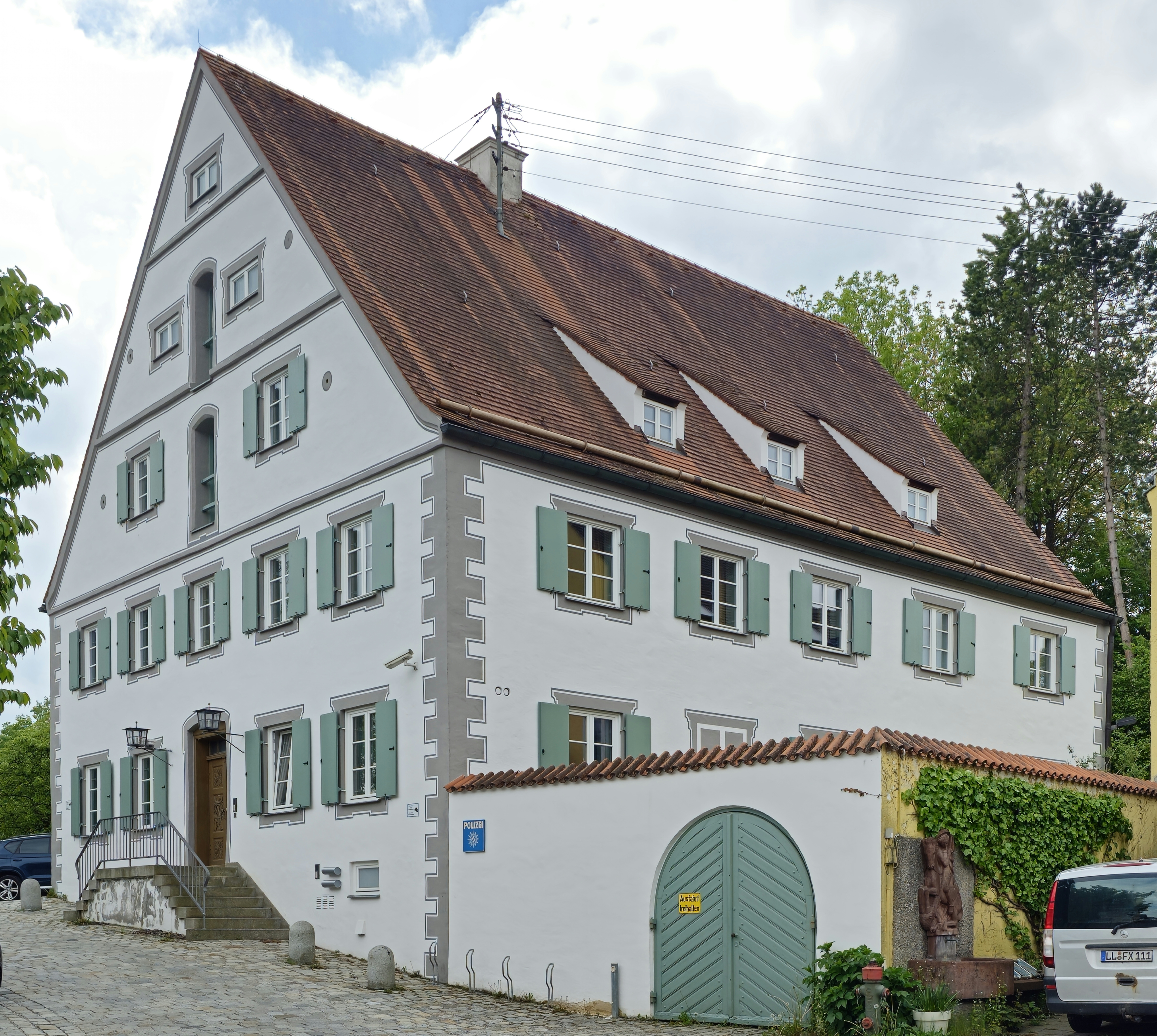
Ehemaliges Klosterrichterhaus, Nordostansicht

Ehemaliges Klosterrichterhaus, Südostansicht

Das Klosterrichterhaus im Markt Dießen am Ammersee befindet sich in der Hofmark 4 und steht unter Denkmalschutz. Das Gebäude wurde im Kern 1620 durch den Klosterrichter Andreas Faber erbaut, diente zunächst als Wohnsitz der Richter der Klosterhofmark, danach von 1803 bis 1981 als Forstamtsgebäude und seit 1981 als Polizeidienstgebäude.

## Geschichte
Die Klosterrichter des Augustiner-Chorherren-Stifts Dießen wohnten zunächst in verschiedenen Anwesen in der Herrenstraße und Schützenstraße, bevor 1620 der Klosterrichter Andreas Faber sich ein stattliches Haus unterhalb der Klostermauer direkt an der Grenze zwischen der Klosterhofmark und dem Bannmarkt Dießen errichten ließ. Auf dem Gelände befanden sich zunächst noch sechs Hofstätten, die jedoch im Dreißigjährigen Krieg abbrannten und danach nicht wieder aufgebaut, sondern dem Garten des Klosterrichterhauses zugeschlagen wurden.
Nach der Säkularisation und der Aufhebung der Klosterhofmark hatte das Gebäude als Sitz der Richter ausgedient und wurde zum Forstamtsgebäude, von dem aus unter anderem der Forst Bayerdießen verwaltet wurde.
Seit 1981 beherbergt das Anwesen die Polizeiinspektion Dießen.

## Beschreibung
Der zweigeschossige nahezu quadratische Steilsatteldachbau ist in fünf mal fünf Achsen gegliedert. Das an einem nach Osten abfallenden Hang befindliche Gebäude verfügt über eine farblich abgesetzte Eckquaderung, Putzfaschen um die Fensteröffnungen und Giebel-, Trauf- und Stockwerkgesimse.
Im ersten und zweiten Dachgeschoss finden sich mittig Aufzugsöffnungen, die drei Dachgeschosse sind einzeln leicht ausgekragt. Der ursprüngliche Treppengiebel wurde bereits im 18. Jahrhundert zurückgebaut.
Der Standort des stattlichen Gebäudes direkt an der Hofmarksgrenze, erhoben über dem Bannmarkt, diente auch der Machtprojektion.